# Loxostege ziczac
Loxostege ziczac là một loài bướm đêm trong họ Crambidae.